# 鈴木浩平 (空手家)
鈴木 浩平（すずき こうへい、1946年 - ）は、日本の空手家。極真空手道連盟 極真館吉川支部長。身長155センチメートル、体重58キログラムという体格ながら、極真会館主催の無差別級オープントーナメント全日本空手道選手権大会で活躍した。東京都出身。

## 来歴
2歳の時に腰椎カリエスを患い、腰の骨が変形して身体障害者になる。その後、中学の時に父親を亡くし、高校はアルバイトで学費を稼ぎながら通学し、2年生時に柔道、3年生時に剣道、自宅の近所で和道流空手道を修行し、6級を取得した。この時期に大山倍達と国際空手道連盟極真会館本部道場の存在を知り、高校卒業後に極真カラテを修行しようと決意する。鈴木の下肢は常人と変わりないものの、背骨が極端に湾曲しており、就職活動も外見で差別され苦労していた。
しかし、就職も無事決まり1965年（昭和40年）3月に高校を卒業して、翌月に極真会館へ入門した。当時は大山以下、師範代に黒崎健時、黒帯の先輩に大山茂・郷田勇三・中村忠・小沢一郎・加藤重夫・大沢昇・芦原英幸、茶帯では盧山初雄、緑帯に添野義二、同期に山崎照朝・及川宏・佐藤勝昭の兄、佐藤龍夫らがいた。仕事に勤しむ合間に空手道修行を励んだが、うれしかったことは極真会館が体の悪い鈴木を差別しないで、皆と同じ稽古をさせてくれたことだった。
緑帯になった1966年（昭和41年）9月、『007は二度死ぬ』の撮影で来日していたショーン・コネリーが本部道場に来訪し、演武会が行われた。大山茂・郷田・加藤・大沢・芦原らと共に参加して、前蹴りで板3枚を割り、組手でも奮闘した。コネリーは「鈴木の演武が一番印象に残った」と語り、後年大山倍達がヨーロッパへ赴きコネリーと再会したときも「鈴木は元気にしているか？」と消息を尋ねられたという。
1967年（昭和42年）4月15日、盧山初雄・添野義二・山崎照朝・及川宏らと共に初段（黒帯）を允許された。
1971年（昭和46年）の第3回オープントーナメント全日本空手道選手権大会に初出場。4回戦で3対2の判定負けを喫するがベスト8に進出し、同年末には極真特別敢闘賞を授与した。
1972年（昭和47年）の第4回全日本選手権にも続けて出場し、再び3回戦まで勝ち抜き、4回戦でハワード・コリンズと対戦。コリンズとは身長で23センチメートル、体重で32キログラムの差があった。しかし、試合の前半から中盤にかけて、コリンズをローキックとハイキックのコンビネーションで攻めまくる。終盤に入り、コリンズが右回し蹴りと後ろ蹴りでそれぞれ技ありを奪い、鈴木は合わせ一本を決められて敗退したが、前年に続いてベスト8に入った。
1973年（昭和48年）3月18日に参段を允許され、1974年（昭和49年）にはマス大山カラテスクールの師範代である山崎照朝の後任として指導員に就き、2年間スクール生を指導した。
1977年（昭和52年）、5年ぶりに第9回全日本選手権へ参戦。4回戦で惜敗したがベスト16に入った。なお、鈴木が参加した選手権大会では「ゼッケン××、鈴木浩平選手は身体障害者でありますが、不屈の闘志をもって見事にその欠陥を克服し～」と場内アナウンスで紹介され、満場の拍手は常に鈴木へ集中していた。同年、鈴木は郷田勇三が管轄する極真会館城東支部亀戸道場で師範代を担い、1982年（昭和57年）まで続けた。
仕事の合間を見て鈴木道場として空手を教えていたが、先輩の郷田から「鈴木道場も良いが極真会館の支部にならないか？」と声をかけられ1999年（平成11年）から盧山初雄の極真会館松井派埼玉支部吉川道場の師範代に就任し、2003年（平成15年）には盧山が極真空手道連盟極真館設立と共に、同館の吉川支部長に就き、現在、同支部で後進に指導をしている。

## 蹴り技の名手
蹴り技が得意であり、大会のほか、演武会や撮影などでも活躍した。講談社の週刊少年マガジンで試割り特集が組まれた時、大山倍達・大山泰彦・山崎照朝らと共に参加して、ビール瓶や泰彦の頭上に置いたスイカを回し蹴りで割っている。また、泰彦の渡米後、泰彦の編み出した二段蹴りを受け継ぎ、演武会などでこの技を披露した。
この頃、「従来の相撲流の稽古だけでは飽き足らず、ほかの格闘技の練習方法も採り入れて独自の稽古体系をつくりあげたい」という考えで、大相撲の時津風部屋に所属する十両の松乃山が本部道場に通ってきていた。松乃山は身長180センチメートル、体重110キログラムの体格で、両足を180度に開脚して胸を床につけることができる柔軟性を持ち、サンドバッグを蹴ると、半分に折れ曲がっていた。当時、指導を主に任されていた岸信行や三浦美幸などは松乃山の蹴りこみを見て「ロウ先輩（盧山初雄）の三日月蹴りだって、ああはならない」「松乃山が組手するレベルまで上がってきた時に誰が相手するのか・・・」と話し合っていた。やがて松乃山が組手をするようになり、緑帯・茶帯連中を重量級の蹴りで飛ばし、黒帯は松乃山を翻弄することは出来てもKOすることはできなかった。そんなある日、鈴木が松乃山と組手をした。松乃山は相撲仕込みの出足の鋭さで間合いをつめるが、鈴木は円を描くように回り込みながら、松乃山へローキックを連発する。松乃山はこれを嫌がり、再び鈴木に突進してきて前蹴りを放つが、鈴木はやはり円を描いて捌き、左ハイキックを松乃山の顎に入れた。松乃山は鈴木の足元にねじれた格好で崩れ、鈴木が松乃山を倒した最初の黒帯となった。

## 著書・参考文献
- 鈴木浩平「なせばなる！ある障害者の闘いの記録」『現代カラテマガジン』1976年6-12月号、株式会社真樹プロダクション。

- 大田学『空手一筋人生 鈴木浩平物語「太陽の使者」』株式会社プロデュース、2002年。